# 埃普西 (蒙大拿州)
埃普西（英語：Epsie）是位於美國蒙大拿州保德河縣的非建制地區。

## 歷史
埃普西的郵局於1916年設立，其後於1980年停運。

## 地理
埃普西所處的海拔為高於海平面1025米（即3363英呎），而該地所採用的時區為UTC-6，即北美山地時區（MST）。同時該地設有夏令時間，為UTC-7調快一小時，即UTC-6（MDT）。